# Ritzihorn
Ritzihorn är en bergstopp i Schweiz.   Den ligger i distriktet Goms och kantonen Valais, i den centrala delen av landet, 80 km sydost om huvudstaden Bern. Toppen på Ritzihorn är 2 891 meter över havet, eller 42 meter över den omgivande terrängen. Bredden vid basen är 0,11 km.
Terrängen runt Ritzihorn är huvudsakligen bergig, men åt nordost är den kuperad. Runt Ritzihorn är det glesbefolkat, med 11 invånare per kvadratkilometer.. Närmaste större samhälle är Grindelwald, 19,5 km nordväst om Ritzihorn. 
Trakten runt Ritzihorn består i huvudsak av gräsmarker.